# LNWR classe 4ft 6in Tank
La Classe 4ft 6in Tank du London and North Western Railway (LNWR) est un modèle de locomotives à vapeur de disposition d'essieux 121T (2-4-2T dans la nomenclature britannique) construit de 1879 à 1898. Destinées aux trains de voyageurs de banlieue, ces locomotives-tender sont un agrandissement de la classe 2234 « Chopper » dépourvue d'essieu porteur arrière. Le terme 4ft 6in fait ici référence au diamètre des roues motrices sans compter l'épaisseur de la bande roulement.
Les dernières sont radiées en 1933 par le London, Midland and Scottish Railway (LMS).

## Histoire

### Origines
En 1876, le London and North Western ne dispose que de peu de locomotives-tender pour la remorque des trains de voyageurs locaux et de banlieue. Considérant que ce service n'est pas profitable, le LNWR y affecte d'anciennes locomotives déclassées.
Un premier geste en faveur d'une amélioration des dessertes suburbaines sera la construction des 50 locomotives de la classe 2234. Conçues par Francis Webb (en), ces 120T d'abord utilisées dans la banlieue de Manchester, Birmingham et le du Metropolitan de Londres donnent satisfaction pour ce qui est de la puissance mais leurs modestes réserves d'eau et de charbon les cantonnent à des trajets courts avec de fréquents ravitaillements.

### Mise au point
En 1879, Francis Webb développe une version de la classe 2234 dotée d'une longue soute à charbon surmontant un réservoir d'eau supplémentaire. Le châssis plus long rend nécessaire l'ajout d'un essieu porteur supplémentaire en arrière de l'abri, lequel est doté d'un toit en bonne et due forme et d'une cloison arrière percée de hublots afin de protéger l'équipe de conduite des intempéries lors des parcours cabine en avant. Le reste de la locomotive est inchangé.
La locomotive prototype livrée en janvier 1879 aurait initialement du être l'une des dix 2234 assemblées cette année. Elle est suivie par un total de 159 livrées entre 1880 et 1885 et 20 autres en 1889-1890.
Plusieurs, dotés d'un système de condensation, sont affectées sur le District Railway (actuel métropolitain) entre la gare de Broad Street et celle de Mansion House en tête de rames de voitures en teck à deux essieux. Seules les premières avaient un véritable système renvoyant la vapeur des cylindres vers les cuves latérales ; les deux tranches supérieures avaient des tuyaux plus longs courant jusqu'à la soute arrière.
Remplaçant les 120T de la classe 2234 et essaimant sur les lignes rurales, elles poussent le LNWR à retirer du service 40 120T en 1895-1898 et à les remplacer par 40 121T supplémentaires sous couvert d'une campagne de transformation où fort peu de pièces des locomotives d'origine sont réellement réemployées.
À partir de 1898, un total de 240 locomotives de la série sont en service sur le réseau LNWR. Complétées par les machines de la classe 5-foot 6-inch qui, malgré leur aspect semblable, sont en réalité une version tenderisée de la classe Precursor. Sur les dessertes locales, elles permettent de mettre au rebut d'anciennes locomotives à tender séparé des classes Samson et Precursor tout en faisant face à l'augmentation du trafic et l'extension du réseau. Certains services sont toutefois assurés par les machines de la classe Coal Tank à la vitesse de pointe inférieure mais capables de remorquer des charges plus lourdes. Afin de remorquer des trains plus lourds dans les banlieues de Londres, Birmingham, Manchester et Liverpool, le LNWR met au point les locomotives de la classe 18-inch Tank à trois essieux moteurs de plus grand diamètre.
L'électrification des lignes de la banlieue de Londres, entamée en 1905 par la District Line et poursuivie en 1914 provoque le redéploiement de locomotives de banlieue vers la province et l'amortissement des plus anciennes.

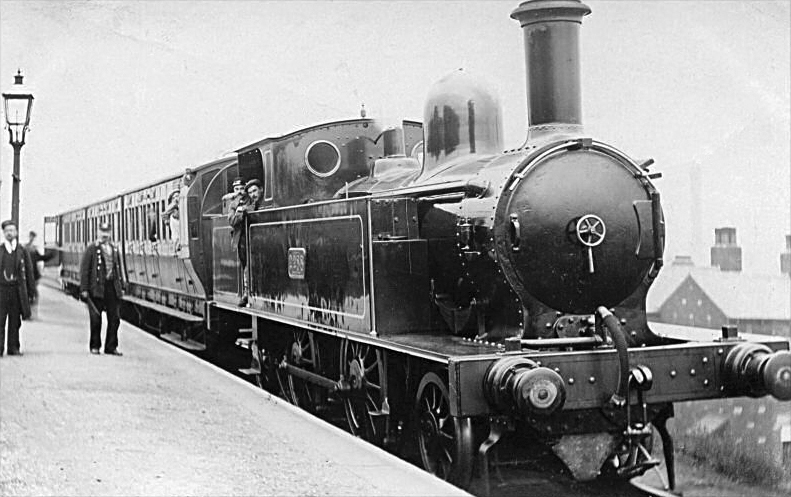
La 2288 en gare avec trois voitures.
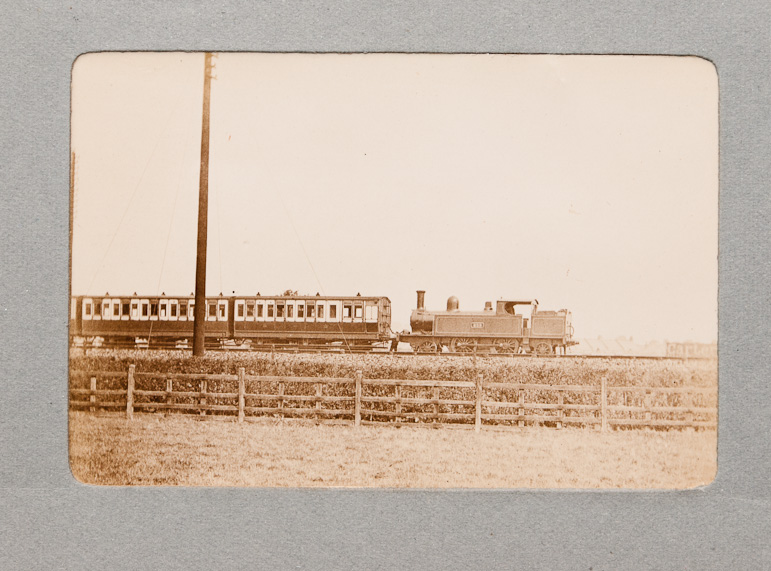
La 238 en tête d'un train.

### Dissémination
En 1902, la série des 121T est amputée de six exemplaires, vendus au Dublin, Wicklow and Wexford Railway (en) et converties à l'écartement irlandais, elles sont employées en service de banlieue mais cinq sont revendues au gouvernement britannique en 1916 et converties à l'écartement britannique. Après la guerre, ces cinq locomotives seront partagées entre une administration portuaire, un charbonnage et le War Department, avec des carrières de courte durée, tandis que la locomotive restée en Irlande passe aux Great Southern Railways (Irlande) (en) qui l'emploient jusqu'en 1936.
Rendues superflues par l'arrivée de locomotives plus puissantes, plusieurs locomotives sont radiées et démolies à partir de 1905. En 1908, cinq sont transformées en atelier par raccourcissement de la partie arrière et démontage du second essieu porteur, les rendant semblables à celles de la classe 2234. Ces locomotives auraient été équipées de la réversibilité et employées en tête de trains légers. À la même période, l'équipement de réversibilité utilisable avec une voiture-pilote est progressivement installé sur l'ensemble des locomotives maintenues en service par le LNWR.
En 1913, 1919 et 1920, le Wirral Railway (en) fait l'acquisition de quatre 121T qui complètent une flotte hétéroclite reprise par le London, Midland and Scottish Railway en 1923, tout comme le matériel du London and North Western.
Le Cardiff Railway (en) fait l'acquisition de la no 1181. Lorsque cette petite compagnie est absorbé par le Great Western Railway en 1923, le GWR lui alloue un nouveau numéro mais elle est d'emblée retirée du service.

### Évolutions

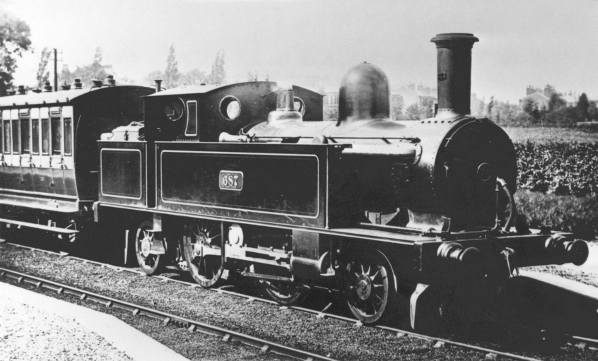
La locomotive prototype no 687.

Francis Webb étant devenu un ardent partisan des locomotives compound, il crée en 1885 une locomotive prototype no 687 dérivée des 4ft 6in employant la disposition à trois cylindres compound sans bielle de liaison qu'il a créé pour les locomotives de vitesse des classes Experiment et Dreadnought et dotée d'une chaudière agrandie. Les deux cylindres extérieurs entrainent le second essieu moteur et expulsent la vapeur dans le grand cylindre intérieur qui actionne l'essieu moteur avant. La bielle de liaison n'est pas jugée nécessaire, le mécanisme des cylindres HP étant censé guider le cylindre central, d'où une disposition qualifiée de 1111T ou 2-(2-2)-2T. En pratique, le changement de sens du cylindre BP pouvait ne pas suivre au démarrage celui des cylindres extérieurs provoquant un conflit de sens entre les roues avant et arrière. Affectée à la banlieue de Londres, cette locomotive à la fiabilité douteuse est restée seule en son genre et a été radiée en 1901. Webb a néanmoins produit deux autres locomotives tender non-apparentées de disposition 1111T ou 1120T.
Pour le service des trains de voyageurs régionaux plus rapides ou plus lourds, Webb crée la série des 5ft 6in Tank : des 121T à grandes roues qui ne sont pas extrapolées de la classe 4ft 6in mais des locomotives de vitesse de la classe Precursor.

### Fin de carrière
Le retrait des locomotives se poursuit sous le LMS de sorte que les nouveaux numéros 6515-6600 (6758-6761 pour celles issues du Wirral Railway) n'ont été portés que sur papier par une partie d'entre-elles. Les quatre dernières s'éteignent en 1933.
Aucune locomotive de la série n'a été conservée. Les cinq converties en 2234 se sont éteintes en 1924-1932 tandis qu'une machine de cette série mise en service en 1877 a roulé jusqu'en 1952.